# 真野正雄
真野 正雄（まの まさお、1883年〈明治16年〉3月 - 1939年〈昭和14年〉2月7日）は、明治末期から昭和戦前期にかけての日本の電気技術者・実業家である。逓信省の技師を経て中部電力（岡崎）常務取締役を務めた。父は機械工学者の真野文二。

## 経歴
真野正雄は、1883年（明治16年）3月、当時工部大学校助教授であった真野文二（のち東京帝国大学教授・貴族院勅選議員）の長男として生まれた。1906年（明治39年）7月、岡山市の第六高等学校工科を卒業し、次いで1910年（明治43年）7月に東京帝国大学工科大学電気工学科を卒業した。
大学卒業後は一旦三井物産に入社するが1911年（明治44年）5月退社して逓信省へ入り、8月逓信技手に任ぜられる。1914年（大正3年）7月逓信局技師兼逓信技手、同年12月逓信技師となる。次いで1917年（大正6年）7月、逓信技師兼逓信局技師となり電気局大阪出張所長および西部逓信局（大阪市）勤務を命ぜられる。翌1918年（大正7年）6月、電気試験所技師兼逓信局技師となり電気試験所大阪出張所長へ転任。1919年（大正8年）5月には名古屋逓信局電気課長へ転じた（電気試験所技師の兼官は外れる）。
1920年（大正9年）、アメリカ合衆国・スウェーデンに留学。同年10月逓信技師に任ぜられ電気局技術課勤務となる。1924年（大正13年）1月逓信局技師兼逓信技師となり東京逓信局電気課長に就任。さらに1925年（大正14年）9月電気試験所技師も兼任して電気試験所第一部長も兼ねた。1929年（昭和4年）8月、逓信局技師兼逓信技師・電気試験所技師の休職が認められる。1931年（昭和6年）8月休職満期となり退官した。
退官後は愛知県岡崎市に本社を置く電力会社中部電力の技術顧問となり、1934年（昭和9年）10月に同社技師長に就任した。翌1935年（昭和10年）10月同社取締役に選出され、1936年（昭和11年）12月には社長交代にあわせ常務取締役兼技術部長に就いた。この間の1936年7月、中部共同火力発電（本社東京）の設立と同時に同社取締役の一人となった。同社は中部電力を含む中部地方の主要電力会社が共同火力発電所（名港火力発電所として建設）を建てるべく設立した会社である。
1937年（昭和12年）8月、中部電力は親会社である大手電力会社東邦電力に合併された。合併後は東邦電力顧問として工務部次長兼中京電気部長という役職にあったが翌1938年（昭和13年）7月の異動で単なる顧問に下がった。1939年（昭和14年）2月7日、名古屋市東区主税町の自宅で病気療養中のところ急死した。55歳没。中部共同火力発電取締役在職中であった

## 栄典
- 1914年（大正3年）9月21日 - 従七位[25]
- 1915年（大正4年）10月20日 - 正七位[26]
- 1918年（大正7年）2月12日 - 従六位[27]
- 1920年（大正9年）11月20日 - 正六位[28]
- 1923年（大正12年）5月30日 - 従五位[29]
- 1928年（昭和3年）6月15日 - 正五位[30]
- 1929年（昭和4年）2月28日 - 勲五等瑞宝章[31]